# Molinaranea mammifera
Molinaranea mammifera är en spindelart som först beskrevs av Albert Tullgren 1902.  Molinaranea mammifera ingår i släktet Molinaranea och familjen hjulspindlar. Inga underarter finns listade i Catalogue of Life.